# Schleimköpfe (Fische)
Die Schleimköpfe (Berycidae) sind in allen Weltmeeren, in Tiefen von 200 bis 600 Metern, lebende Knochenfische. Sie fehlen wohl im östlichen Pazifik. Der 50 Zentimeter lang werdende Nordische Schleimkopf (Beryx decadactylus) wandert manchmal auch in die Nordsee.
Die großäugigen Tiere sind, wie viele Fische tieferer Gewässer, von rötlicher Farbe. Ihre maximale Länge beträgt je nach Art 20 Zentimeter bis einen Meter. Der Kopf, besonders der der Jungfische, ist bestachelt.
Flossenformel: Dorsale IV–VII/12–20, Anale IV/12–17 (Centroberyx), IV/25–30 (Beryx), Ventrale I/7–13
Die Hartstrahlen der Rückenflosse werden vom ersten bis zum letzten immer höher.

## Systematik
Es gibt zehn Arten:
- Familie Berycidae (Schleimköpfe)
  - Gattung Beryx Cuvier 1829

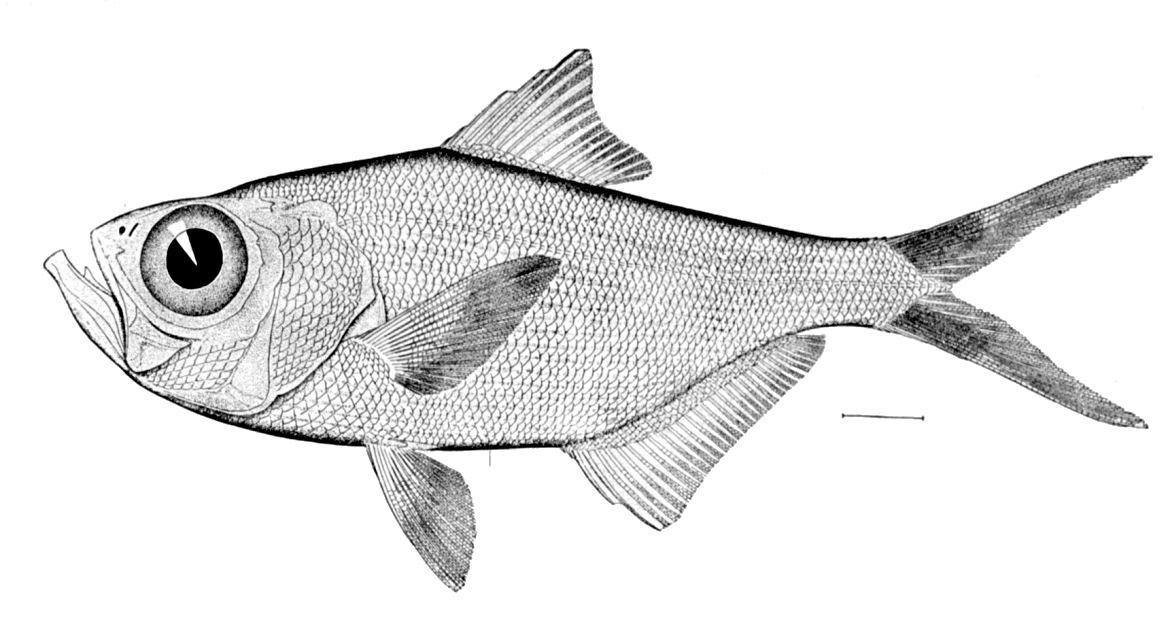
Beryx splendens

    - Nördlicher Schleimkopf (Beryx decadactylus) Cuvier, 1829
    - Glatter Schleimkopf (Beryx mollis) Abe, 1959
    - Glänzender Schleimkopf (Beryx splendens) Lowe, 1834

  - Gattung Centroberyx Gill 1862
    - Centroberyx affinis (Günther, 1859)
    - Centroberyx australis Shimizu & Hutchins, 1987
    - Centroberyx druzhinini (Busakhin, 1981)
    - Centroberyx gerrardi (Günther, 1887)
    - Centroberyx lineatus (Cuvier, 1829)
    - Centroberyx rubricaudus Liu & Shen, 1985
    - Centroberyx spinosus (Gilchrist, 1903)